# Eisenbahnmuseum Guatemala
Das Eisenbahnmuseum Guatemala, offiziell Museo del Ferrocarril FEGUA, ist im früheren Hauptbahnhof von Guatemala-Stadt in Guatemala untergebracht.
Das Museum hat eine Sammlung von Dampf- und Diesellokomotiven, Personen- und anderen Wagen sowie Stücke, die mit der Eisenbahn in Verbindung gebracht werden. Außerdem wird über die Geschichte der Eisenbahn in Guatemala informiert.

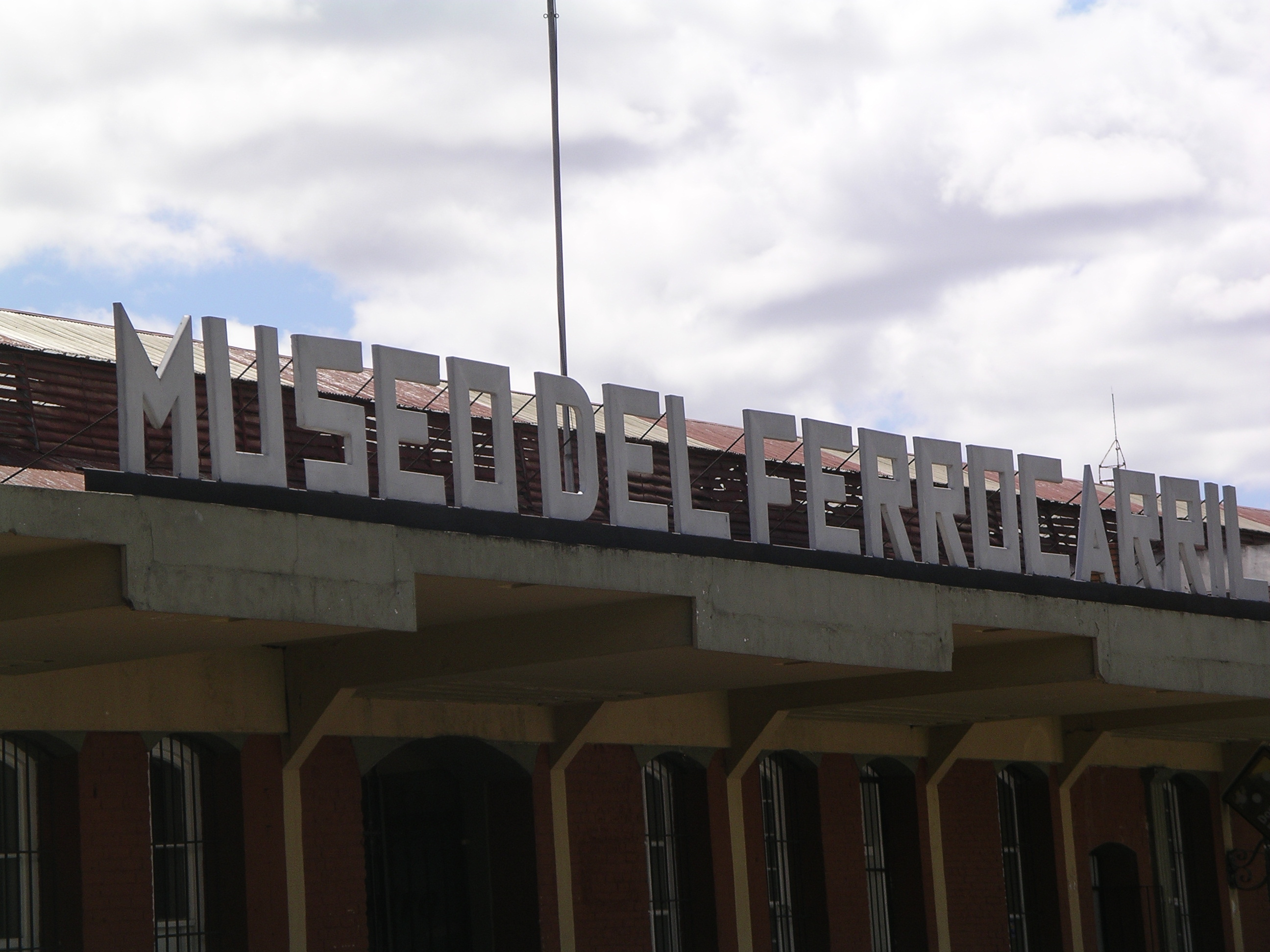
Eisenbahnmuseum Guatemala
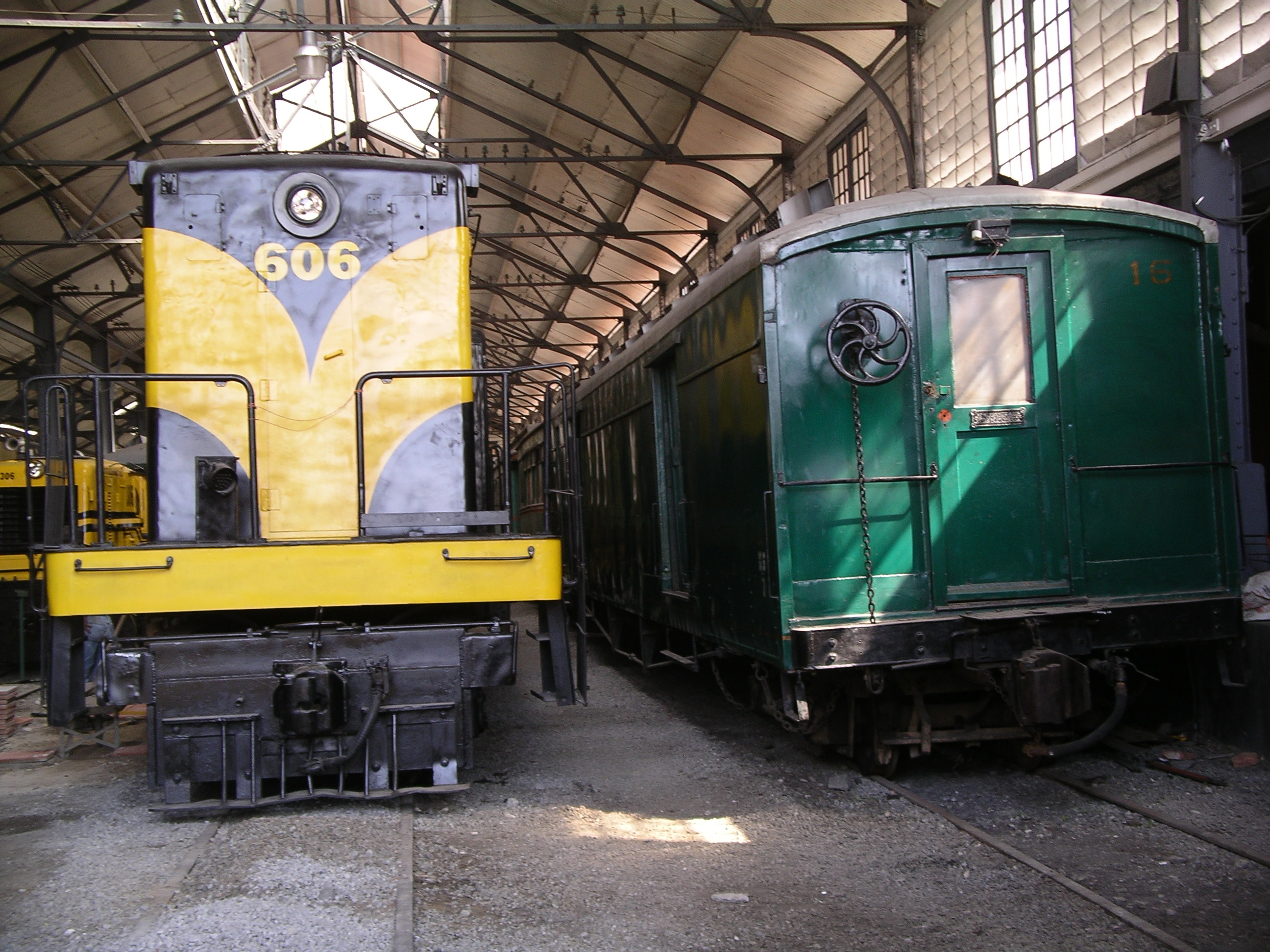
Diesellokomotive und Wagen
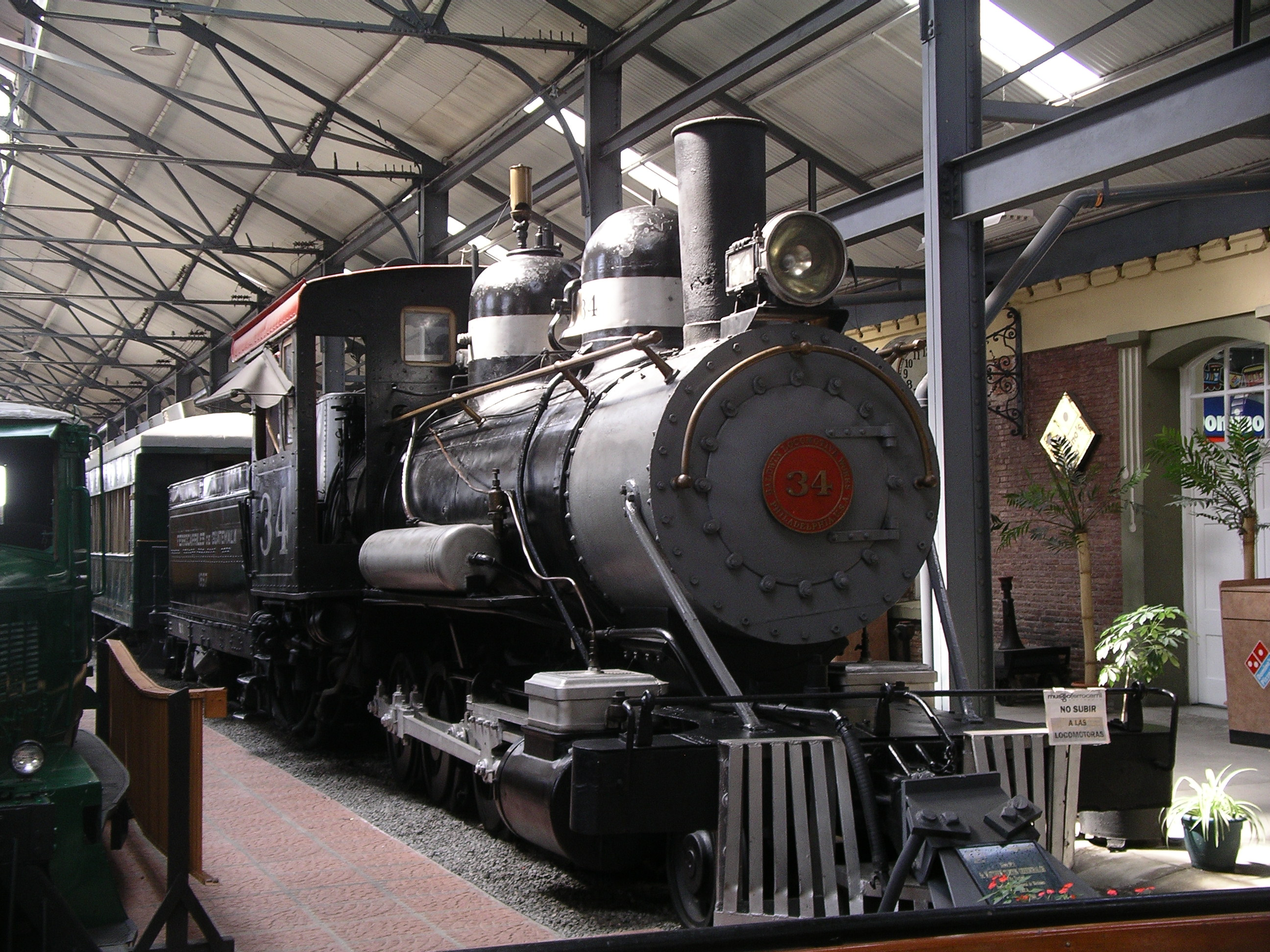
Dampflokomotive Nr. 34